# Commissioner of Police of the Metropolis
Commissioner of Police of the Metropolis (Metropolitan Politi-kommissær), omtalt som Metropolitan Police Commissioner, forkortet til Met Commissioner, er titlen på chefen for den engelske politistyrke, Metropolitan Police Service (Scotland Yard), London.
Met Commissioner er formelt den højest rangerende politiembedsmand i det britiske politi, dette  er dog uden praktisk betydning grundet uafhængigheden de forskellige politistyrker imellem.

## Ekstern henvisning
- Metropolitan Police Service tidslinje (engelsk)